# Tiggergrevinden
Tiggergrevinden er en tysk stumfilm fra 1918 af Joe May og Bruno Ziener.

## Medvirkende
- Theodor Burghardt
- Mia May som Ulla Dulters
- Heinrich Peer som Henryk van Deuwen
- Hermann Picha
- Johannes Riemann som Geliebter von Stella van Deuwen